# Azerbejdżański Państwowy Uniwersytet Ropy Naftowej i Przemysłu
Azerbejdżański Państwowy Uniwersytet Ropy Naftowej i Przemysłu (azer. Azərbaycan Dövlət Neft və Sənaye Universiteti) – azerska wyższa uczelnia techniczna zlokalizowana w Baku. 

## Historia
Poprzednikiem uczelni była szkoła techniczna założona w Baku w 1887 roku. W 1920 roku, po zajęciu Azerbejdżanu przez ZSRR utworzeniu Azerbejdżańskiej Socjalistycznej Republiki Radzieckiej na bazie szkoły utworzono Instytut Politechniczny, którego patronem został Meszadi Azizbekow. Instytut kształcił inżynierów w dziedzinach rolnictwa, ekonomii, technologii (w tym elektrotechniki i petrochemii) i budownictwa (drogowego, hydrotechniki). 
W 1929 roku Wydział Rolnictwa został odłączony od uczeln i przekształcony w samodzielny Instytut Rolnictwa. W 1930 zmieniono nazwę uczelni na Azerbejdżański Instytut Nafty (Azərbaycan Neft İnstitutu). W późniejszym czasie zmieniono nazwę na Azerbejdżański Instytut Przemysłu, a w 1959 na Azerbejdżański Instytut Nafty i Chemii.  W 1959 roku utworzono filię Instytutu w Sumgaicie, która w 1992 roku został przekształcony w Państwowy Uniwersytet w Sumgaicie.  
W 1992 roku, po uzyskaniu niepodległości przez Azerbejdżan, uczelnia zmieniła nazwę na Azerbejdżańska Państwowa Akademia Nafty, a w 2015 uzyskała rangę uniwersytetu i została przemianowana na Azerbejdżański Państwowy Uniwersytet Ropy Naftowej i Przemysłu.